# Războaiele amerindiene
Războaiele amerindiene, cunoscute și sub denumirea de Războaiele din Vestul Sălbatic sau Războaiele indiene, au fost o serie de conflicte purtate de guvernele și coloniștii europeni din America de Nord, iar mai târziu de Statele Unite și Canada împotriva diverselor triburi amerindiene. Aceste bătălii s-au desfășurat în America de Nord încă de la fondarea primelor așezări coloniale în secolul al XVII-lea până la începutul secolului al XX-lea. Puterile europene și coloniile au început să înroleze triburi indiene pentru a-i sprijini în luptă. După Revoluția Americană, majoritatea conflictelor locale din diferite state sau regiuni erau cauzate cu precădere de dispute teritoriale.
Pe măsură ce coloniștii s-au răspândit în vestul Americii de Nord după 1780, conflictele militare au crescut ca dimensiune, durată și intensitate. Punctul culminant a fost reprezentat de Războiul din 1812, când o coaliție de triburi amerindiene din Sud și Vestul Mijlociu a luptat împotriva Statelor Unite și a fost învinsă. Numărul conflictelor cu coloniștii a scăzut, cele existente fiind soluționate prin semnarea unui tratat, acesta implicând adesea vânzarea sau schimbul de teritorii. Indian Removal Act⁠(d) din 1830 a permis guvernului american să mute amerindienii stabiliți în teritoriile situate la est de fluviul Mississippi în Teritoriul Indian, în special în viitorul teritoriu al statului Oklahoma. În timp ce coloniștii americani au continuat să-și extindă teritoriile spre vest, triburile indiene au fost transferate în rezervații.

## Perioada colonială (1609-1774)
În calea colonizării Americii de Nord de către englezi, spanioli, francezi, neerlandezi și suedezi au stat unele triburi de amerindieni. Războaiele  desfășurate pe parcursul secolelor al XVII-lea și al XVIII-lea cuprind:
- Războaiele Beaver⁠(d) (1609–1701) dintre irochezi și francezi.
- Războaiele anglo-powhatane⁠(d) (1610–14, 1622–32, 1644–46), inclusiv Masacrul din Jamestown din 1622⁠(d), dintre coloniștii englezi și patria Tsenacommacah⁠(d) din Colonia Virginia.
- Războiul Pequot⁠(d) (1636–38) dintre tribul Pequot⁠(d) și coloniștii din Colonia Massachusetts Bay, Colonia Connecticut și triburile aliate cu aceștia.
- Războiul lui Kieft⁠(d) (1643–45) dintre coloniști și poporul Lenape⁠(d) pe teritoriul neerlandez al Noile Țări de Jos⁠(d) (New Jersey și New York).
- Războiul Peach Tree⁠(d) (1655) - asaltul pe scară largă asupra mai multor așezări din Noile Țări de Jos de-a lungul râului Hudson de către poporul Susquehannock⁠(d) și alte triburi.
- Războaiele Esopus⁠(d) (1659–63) desfășurate în Ulster County, New York între tribul Esopus⁠(d) și coloniștii din Noile Țări de Jos.
- Războiul Regelui Filip (Răscoala lui Metacom) (1675–78) din Noua Anglie între coloniști și triburile locale, printre care Nipmuc⁠(d), Wampanoag⁠(d) și Narragansett⁠(d).
- Războiul Tuscarora⁠(d) (1711–1715) în provincia Carolina de Nord⁠(d)
- Războiul Yamasee⁠(d) (1715–17) în provincia Carolina de Sud⁠(d)
- Războiul lui Dummer⁠(d) (1722–25) în nordul Noii Anglii și Acadia franceză (New Brunswick și Nova Scoția)
- Războiul lui Pontiac⁠(d) (1763–66) în regiunea Marilor Lacuri⁠(d)[3]
- Războiul lui Lord Dunmore⁠(d) (1774) în vestul Virginiei (Kentucky și Virginia de Vest)

În unele cazuri, conflictele erau motivate de concurența dintre puterile europene, triburile amerindiene având tendința să dezvolte alianțe cu partenerii lor comerciali. Triburile au luptat de ambele părți în Războiul Regelui William⁠(d), Războiul Reginei Anna⁠(d), Războiul lui Dummer, Războiul Regelui George⁠(d) și Războiul franco-indian, fiind aliați cu coloniștii britanici sau francezi în funcție de propriile interese.

## La est de Mississippi (1775–1842)
Negustorii și agenții guvernamentali britanici au început să furnizeze arme amerindienilor care trăiau în Statele Unite după Revoluție (1783–1812) în speranța că, dacă izbucnește un război, aceștia vor lupta de partea britanicilor. De asemenea, aceștia plănuiau să înființeze o națiune indiană în regiunea Ohio-Wisconsin pentru a împiedica expansiunea americană. Din această cauză, Statele Unite au declarat război în 1812. Majoritatea triburilor au luptat de partea britanicilor, în special pe cei aliați cu Tecumseh, dar au fost în cele din urmă învinși de trupele generalului William Henry Harrison.
Numeroși membri din triburile învinse au trecut granița în Canada; cei din sud s-au îndreptat spre Florida, aflată sub controlul Viceregatului Noii Spanii, unde erau considerați oameni liberi, nu sclavi. La începutul secolului al XIX-lea, guvernul federal era presat de coloniștii din mai multe regiuni să-i expulzeze pe indieni. Indian Removal Act⁠(d) din 1830 le-a oferit amerindienilor două opțiuni: fie renunță la apartenența tribală, se mută într-o rezervație indiană și acceptă despăgubiri pentru teritoriile lor, fie pleacă spre vest. Unii s-au împotrivit cu înverșunare, în special seminolii din Florida⁠(d). Aceștia nu au fost niciodată învinși, deși unii au acceptat să plece în Teritoriul Indian. Statele Unite au renunțat să-i urmărească pe ceilalți, care s-au îndreptat spre mlaștini și în Everglades⁠(d). Alții au fost mutați în rezervații situate la vest de fluviul Mississippi, cea mai cunoscută izgonire fiind cea a triburilor Cherokee, cunoscută astăzi sub denumirea de „Drumul lacrimilor”.

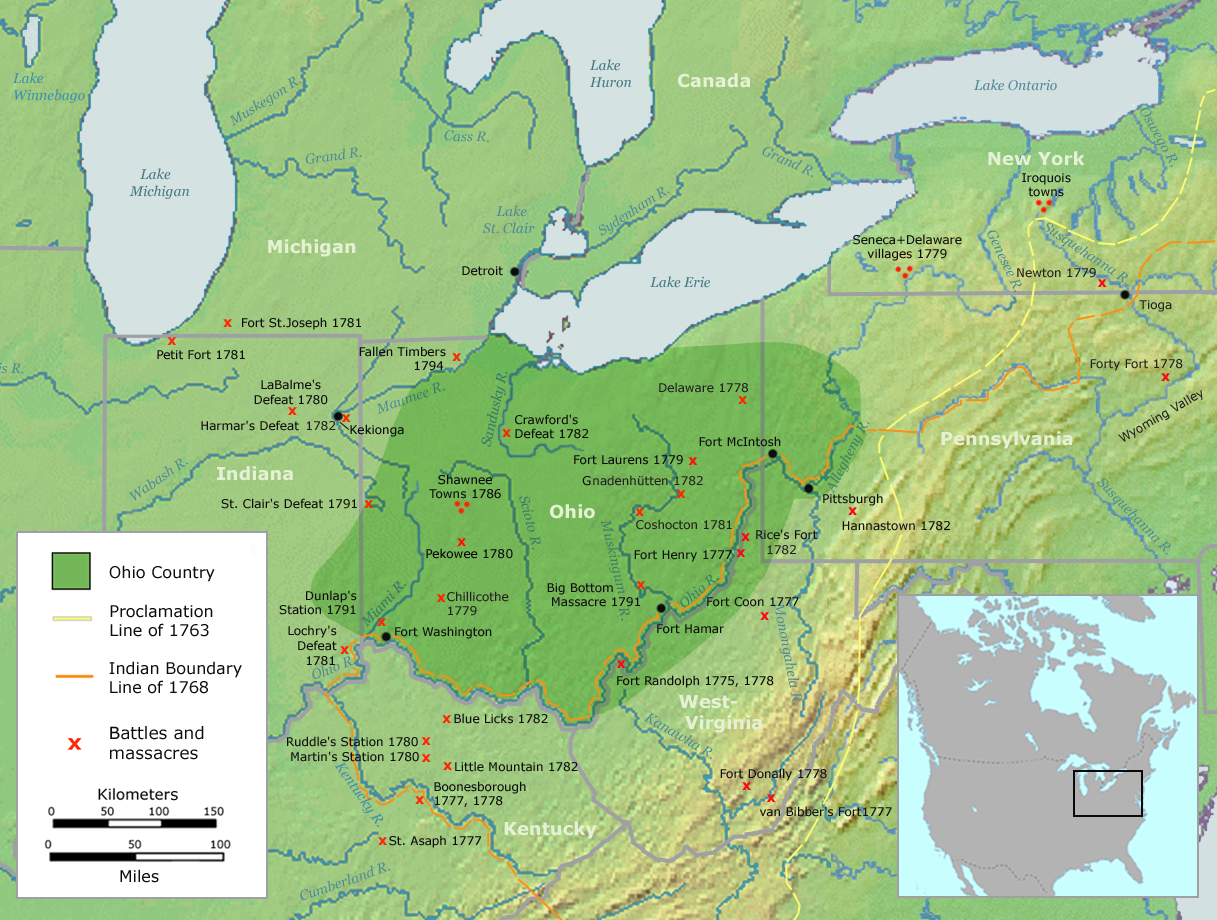
Hartă cu bătăliile și masacrele din Teritoriul Ohio în perioada 1775 - 1794

### Războiul de independență (1775–1783)
Războiul de independență a cuprins două războaie luptate în același timp de patrioții americani. Războiul din est a fost o luptă împotriva dominației britanice, în timp ce războiul din vest a fost un „război indian”. Statele Unite au luptat împotriva britanicilor pentru controlarea teritoriului de la est de fluviul Mississippi. O parte din amerindieni s-au aliat cu britanicii, deoarece sperau să reducă numărul așezărilor și să oprească expansiunea americană. În opinia unui scriitor, Războiul Revoluționar a fost „cel mai vast și mai distructiv” război amerindian din istoria Statelor Unite.
Unele triburi nu știau pe cine ar trebui să sprijine. Confederația Iroquois - din New York și Pennsylvania - a luptat de ambele părți: Oneida⁠(d) și Tuscarora⁠(d) s-au aliat cu patrioții americani, în timp ce Mohawk⁠(d), Seneca⁠(d), Cayuga⁠(d) și Onondaga⁠(d) au luptat de partea britanicilor. Irochezii au încercat să nu lupte împotriva propriii membri, însă războiul i-a obligat în cele din urmă să-și atace semenii și ambele părți au pierdut teritorii după încheierea conflictului. Coroana le-a oferit irochezilor rămași fără pământ o rezervație la Great River⁠(d) în Ontario și alte teritorii. În sud-est, Cherokee s-a împărțit în două: un trib pro-american și unul pro-britanic, numit de americani Chickamauga Cherokee⁠(d) și condus de Dragging Canoe⁠(d).
Când britanicii au încheiat un acord de pace cu americanii prin Tratatul de la Paris (1783), au cedat o mare parte din teritoriul indian acestora. Triburile indiene care au luptat de partea britanicilor și împotriva americanilor erau considerate ostile de către Statele Unite.

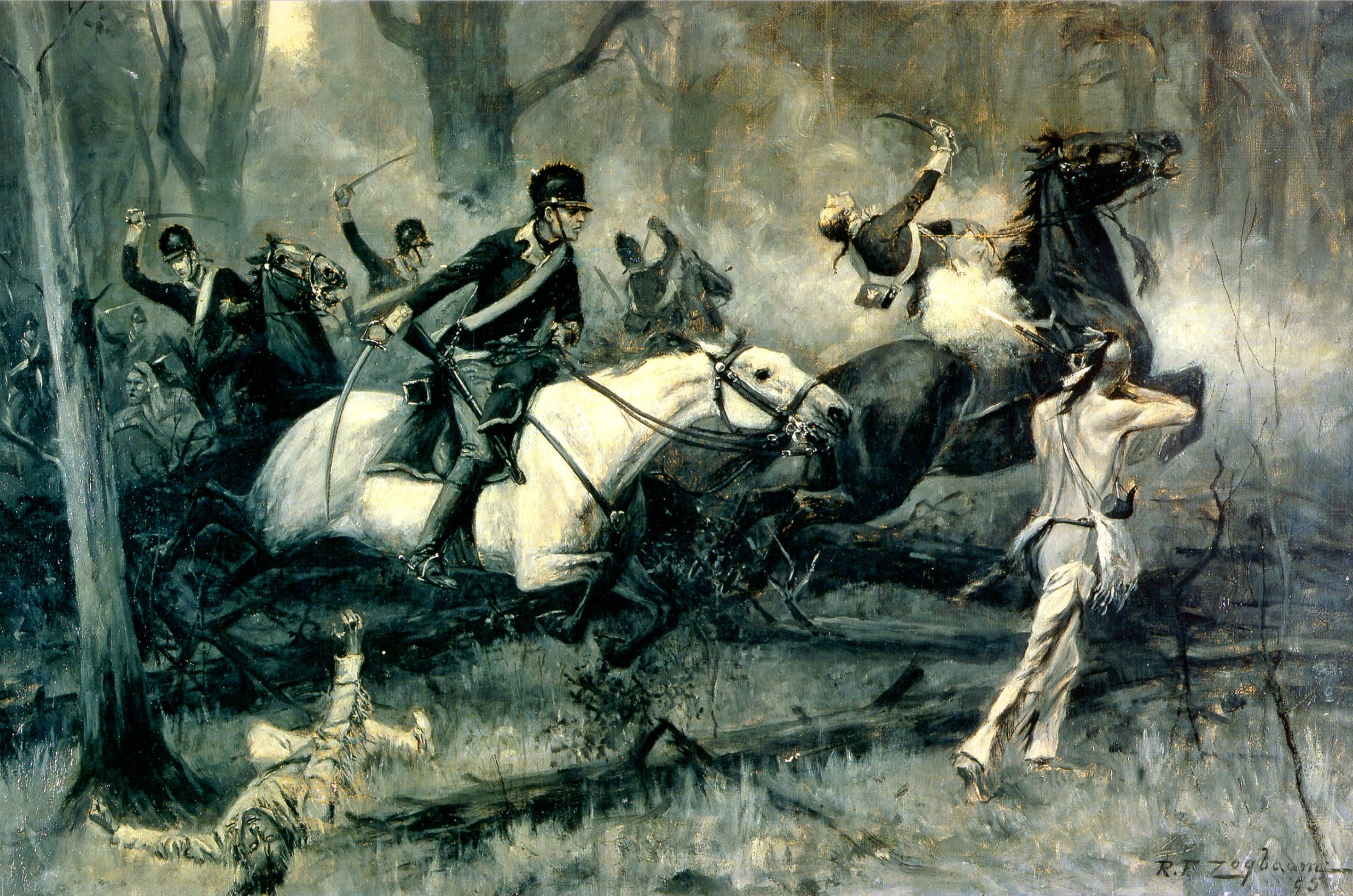
Bătălia de la Fallen Timbers

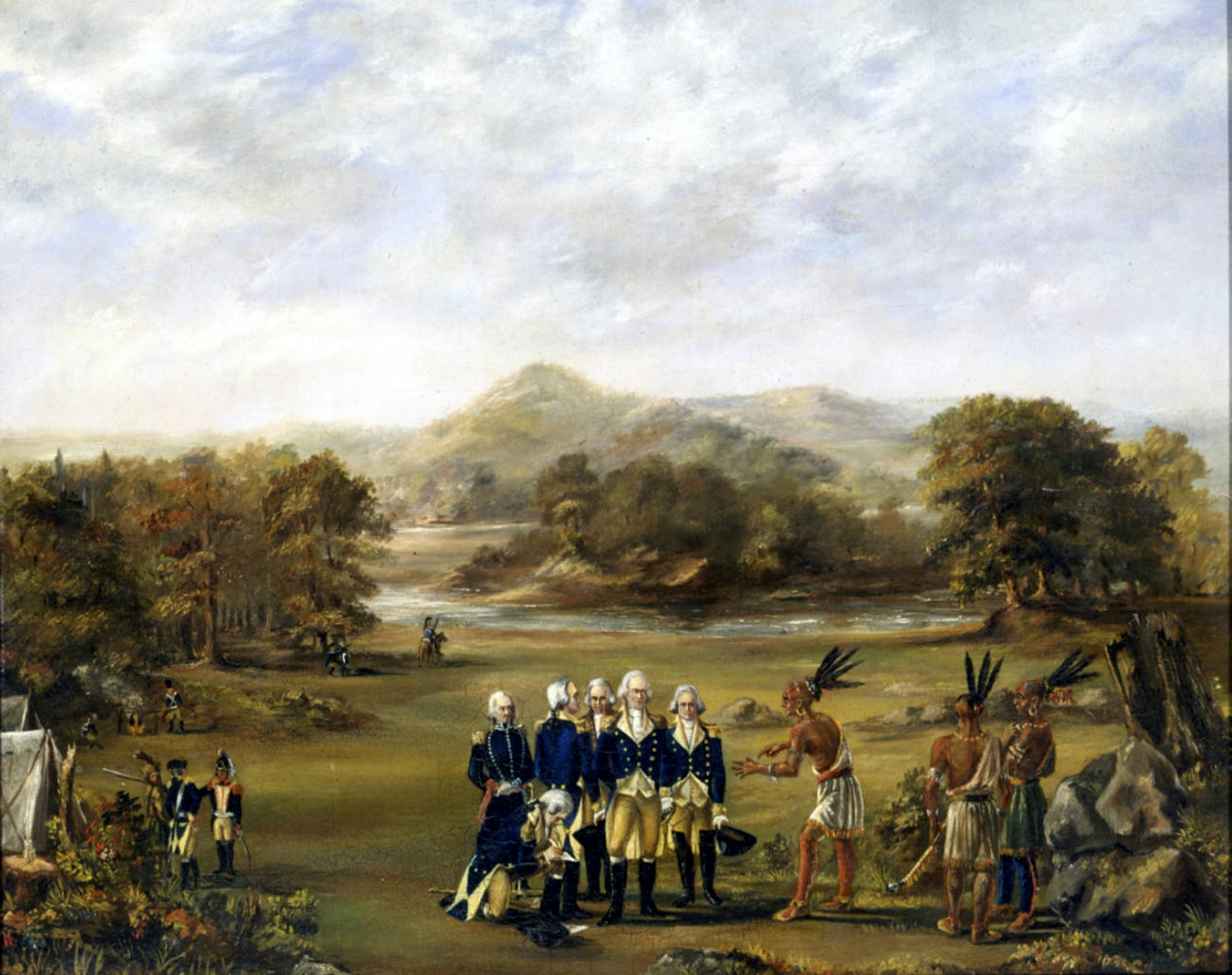
Tratatul de la Greenviile (1795)

### Războaiele Cherokee
Conflictele din Vestul Sălbatic au continuat aproape fără încetare de la implicarea triburilor Cherokee în Războiul de independență până la sfârșitul anului 1794. Indienii Chickamauga Cherokee, numiți mai târziu „Lower Cherokee”, își aveau obârșia în Overhill Cherokee⁠(d), iar mai târziu în Lower Towns, Valley Towns și Middle Towns. Și-au urmat căpetenia Dragging Canoe spre sud-vest, până în zona Chickamauga Creek⁠(d) din apropiere de Chattanooga, Tennessee⁠(d). Plecați mai departe spre Five Lower Towns, aceștia au întâlnit un grup de indieni Muscogee⁠(d), loialiști⁠(d) albi, sclavi fugari, renegați Chickasaw⁠(d) și peste 100 de indieni Shawnee⁠(d). Principalele obiective erau coloniile din districtul Washington⁠(d) situate de-a lungul râurilor Watauga⁠(d), Holston⁠(d) și Nolichucky⁠(d) și din Valea lui Carter din estul statului Tennessee, precum și așezările construite de-a lungul râului Cumberland, începând cu Fortul Nashborough⁠(d) în 1780 și așezările Franklin⁠(d), iar mai târziu Virginia, Carolina de Nord, Carolina de Sud și Georgia. Triburile au organizat raiduri, campanii militare, ambuscade și câteva bătălii la scară larga împotriva coloniștilor americani. Campaniile coordonate de Dragging Canoe și de succesorul său - John Watts⁠(d) - au fost desfășurate concomitent cu alte campanii în Teritoriul de Nord-Vest. Conflictele au continuat până la Tratatul de la Tellico Blockhouse⁠(d) din noiembrie 1794.

### Conflictele din Nord-Vest

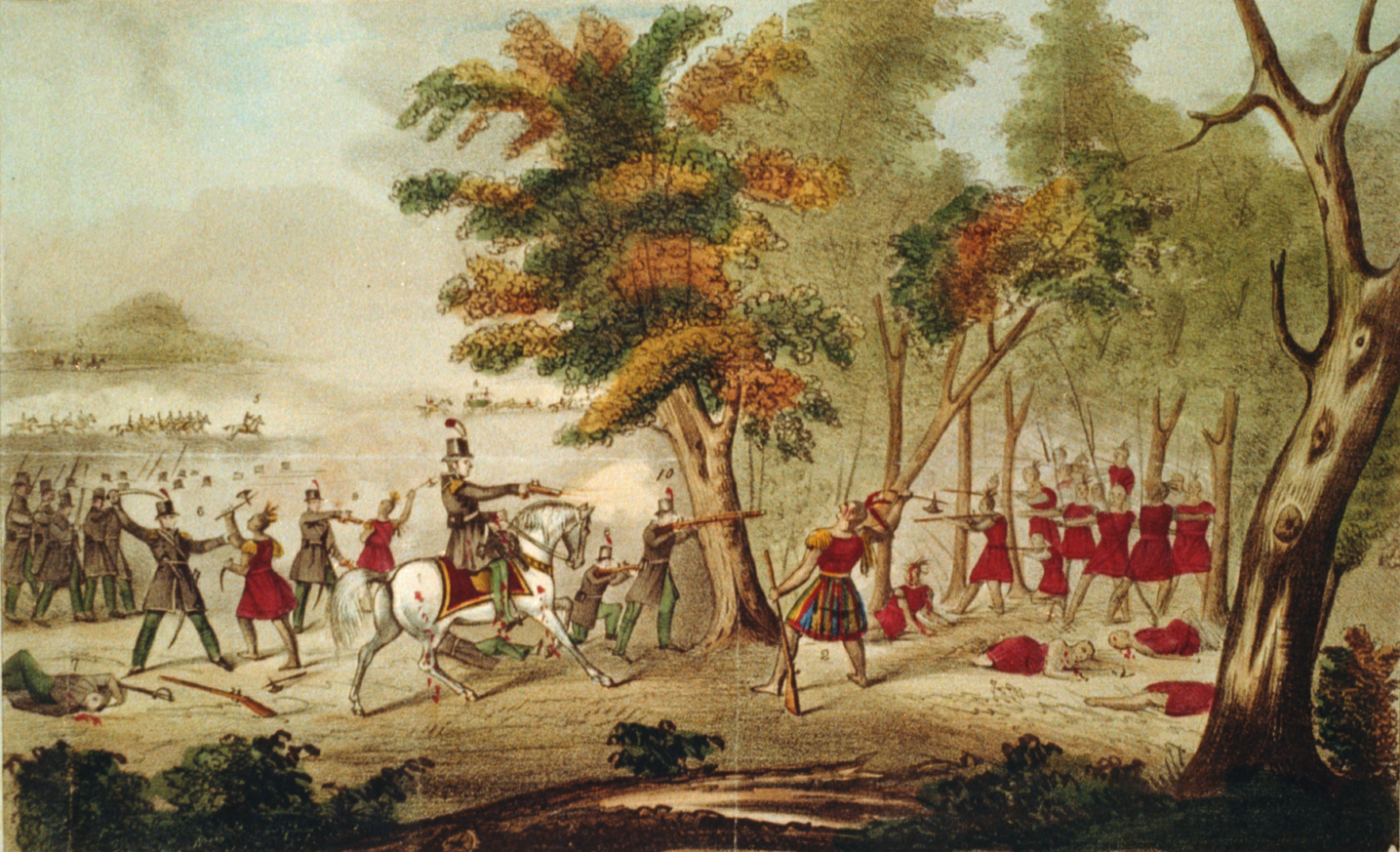
Moartea lui Tecumseh în Bătălia de pe râul Thames.

În 1787, Teritoriul de Nord-Vest era deschis pentru colonizare prin Decretul de Nord-Vest⁠(d), iar coloniștii americani au început să pătrundă în regiune pentru a stabili așezări. Întâmpinând rezistență din partea triburilor din zonă, administrația președintelui George Washington a decis să organizeze o expediție militară în teritoriu. Cu toate acestea, în bătălia din Nord-Vest⁠(d) au avut de înfruntat o confederație de triburi condusă de căpeteniile Blue Jacket⁠(d) (Shawnee), Little Turtle⁠(d) (Miami), Buckongahelas⁠(d) (Lenape) și Egushawa⁠(d) (Ottawa). Amerindienii au învins trupele conduse de generalii Josiah Harmar⁠(d) și Arthur St. Clair⁠(d).  Această bătălie a reprezentat cea mai gravă înfrângere militară suferită vreodată de armata americană. Coloniștii au încercat să negocieze o înțelegere, dar Blue Jacket și confederația condusă de indienii shawnee au insistat asupra unei granițe pe care americanii o considerau inacceptabilă; prin urmare, o nouă expediție militară - sub conducerea generalului Anthony Wayne⁠(d) - a fost organizată în regiune. Trupele lui Wayne au învins confederația amerindiană în Bătălia de la Fallen Timbers⁠(d) în 1794. Triburile sperau să primească sprijin din partea britanicilor, însă când acesta nu a venit, au fost obligați să semneze Tratatul de la Greenville⁠(d) în 1795 prin care cedau Ohio și o parte din Indiana Statelor Unite.

### Tecumseh și Războiul din 1812
În 1800, populația amerindiană era de aproximativ 600.000 în Statele Unite continentale. Până în 1890, populația lor a scăzut la aproximativ 250.000. În 1800, William Henry Harrison a devenit guvernator al Teritoriului Indiana⁠(d) sub conducerea președintelui Thomas Jefferson și a încercat prin orice mijloace posibile să obțină teritoriile amerindiene. Frații Tecumseh și Tenskwatawa⁠(d), indieni shawnee, au pus la cale Răscoala lui Tecumseh⁠(d) în încercarea de a împiedica expansiunea americană spre vest.
În timp ce Tecumsehera vizita teritoriile sudice în căutarea unor aliați printre indienii Muscogee, Cherokees și Choctaws⁠(d), Harrison a mărșăluit împotriva confederației sale, învingându-l pe Tenskwatawa în bătălia de la Tippecanoe⁠(d) în 1811. Americanii sperau că victoria va pune capăt rezistenței amerindiene, însă Tecumseh nu a renunțat și a devenit aliatul britanicilor în Războiul din 1812. Căpetenia shawnee a fost ucisă de armata lui Harrison în Bătălia de pe râul Thames⁠(d), iar rezistența din Nord-Vest s-a prăbușit. După Primul Război Seminole⁠(d) din 1818, Statele Unite au preluat controlul teritoriului Florida.

## La vest de Mississippi (1811–1924)
Seria de conflicte din vestul Statelor Unite dintre amerindieni, coloniștii americani și armata americană sunt cunoscute sub denumirea de Războaiele Indiene. O mare parte dintre aceste conflicte au avut loc în timpul și după încheierea Războiului Civil American, continuând până la colonizarea Vestului Sălbatic în jurul anului 1890. Cu toate acestea, în regiunile colonizate din vest s-au desfășurat conflicte semnificative în perioada pre-1860, cu precădere în Texas, New Mexico, Utah, Oregon, California și statul Washington.
Au existat diverse analize a evenimentelor militare cu scopul de a dezvălui impactul asupra popoarelor implicate. Gregory Michno a utilizat date din arhive pentru a descoperi pierderile beligeranților și a ajuns la concluzia că „din numărul total de 21.586 de morți incluși în acest sondaj, personalul militar și civil reprezintă 31% (6.596), în timp ce pierderile amerindiene sunt în jur de 69% (14.990)” pentru perioada 1850-90. Totuși, Michno susține că „a utilizat estimările armatei în aproape toate cazurile” și „numărul victimelor din acest studiu este imparțial, favorizând estimările armatei”. Lucrarea sa include puține informații despre „clanurile de războinici indieni” și susține că „datele armatei sunt adesea incomplete”.
Conform lui Michno, cele mai multe conflicte cu triburile amerindiene s-au desfășurat în statele de la granița cu Mexicul decât în statele centrale. De exemplu, între granițele statului Arizona s-au purtat 310 bătălii cunoscute și au fost uciși cel puțin 4.340 de oameni, inclusiv coloniști și indieni, de două ori mai mulți decât în statul Texas. Majoritatea pierderilor din Arizona au fost cauzate de apași. Michno susține că 51% din bătălii au avut loc în Arizona, Texas și New Mexico între 1850 și 1890, iar 37% din toate pierderile de vieți omenești cauzate de război au fost înregistrate la vest de fluviul Mississippi.

### Context
Coloniștii americani și negustorii de blănuri au călătorit spre teritoriile vestice ale Statelor Unite și au creat Santa Fe Trail⁠(d) și Oregon Trail. Relațiile au fost în general pașnice între coloniștii americani și amerindieni. Locuitorii din Fortul Bent⁠(d) de pe ruta Santa Fe au avut relații de prietenie cu indienii Cheyenne și Arapaho, iar pacea a fost stabilită pe Oregon Trail prin Tratatul de la Fort Laramie din 1851 semnat de Statele Unite, indienii din câmpie și indienii din nordul Munților Stâncoși. Tratatul a permis trecerea coloniștilor, construirea de drumuri și staționarea de trupe de-a lungul traseului Oregon.
După ce s-au descoperit zăcăminte de aur în Pike's Peak⁠(d) în 1859, numărul coloniștilor albi a crescut substanțial în teritoriu. Înființarea de așezări ca urmare a adoptării legii Homestead Act și dezvoltarea căilor ferate transcontinentale⁠(d) după încheierea războiului civil au destabilizat și mai mult regiunea. Coloniștii au intrat în competiție cu triburile native pentru pământul și resursele din Marile Câmpii și Munții Stâncoși din Vest. Alți factori care au contribuit la apariția conflictelor au fost descoperirea unor zăcăminte de aur în lanțul montan Black Hills⁠(d) (urmată de goana după aur din 1875-1878) și în Montana (urmată de goana după aur din 1863-1863), respectiv crearea Bozeman Trail⁠(d), cauza principală a Războiul lui Red Cloud și mai târziu a Marelui Război Sioux din 1876.
Minerii, fermierii și coloniștii s-au extins în câmpie, intrând astfel în conflict cu populațiile amerindiene stabilite în vestul țării. Majoritatea triburilor au luptat la un moment dat împotriva coloniștilor americani - de la Ute⁠(d) din Marele Bazin până la tribul Nez Perce⁠(d) din Idaho. Însă triburile sioux din Marile Câmpii și apașii din teritoriile sud-vestice au purtat cel mai agresiv război, conduși de lideri importanți precum Red Cloud și Crazy Horse. 
În timpul Războiului Civil American, unitățile armatei au fost chemate la datorie în estul țării și au fost înlocuite de trupele de voluntari create de statele California și Oregon, de guvernele teritoriale vestice sau de miliții locale. După 1865, politica națională implementată oferea populației indiene două opțiune: fie sunt asimilați⁠(d) și devin cetățeni, fie sunt transferați în rezervații. Raidurile și războaiele între triburi erau interzise, iar armata era responsabilă pentru capturarea și returnarea războinicilor amerindieni fugiți din rezervație.

### Great Plains
La început, relațiile dintre coloniștii americani aflați în drum spre zăcămintelor de aur din Pike's Peak și triburile amerindiene din Front Range și valea Platte au fost prietenoase. S-a încercat soluționarea conflictelor prin Tratatului de la Fort Wise, care permitea înființarea unei rezervații în sud-estul statului Colorado, însă așezarea nu a fost acceptată de toți indienii, în special de războinicii Dog Soldiers⁠(d). La începutul anilor 1860, relațiile tensionate dintre cele două popoare au declanșat Războiul din Colorado⁠(d) și Masacrul de la Sand Creek⁠(d), unde trupele de voluntari din Colorado au descoperit o tabără pașnică de indieni Cheyenne și au ucis femeile și copiii.
Relația pașnică dintre coloniști și indienii din câmpiile Colorado și Kansas a fost păstrată cu sfințenie de triburi, dar în același timp, coloniștii din Colorado considerau că amerindienii ar trebui izgoniți din regiune. Atacurile fără încetare asupra civililor în timpul Războiului Dakota din 1862 și alte câteva incidente minore atât din Valea Platte, cât și din ținuturile situate la est de Denver au schimbat opinia publică din teritoriu. În perioada Războiului Civil American, soldații au fost chemați la luptă, iar în locul lor au fost alcătuite trupe de voluntari⁠(d) din civili care susțineau exterminarea amerindienilor. Trupele se aflau sub comanda John Chivington⁠(d) și George L. Shoup⁠(d), iar mai târziu au trecut sub controlul lui John Evans⁠(d), guvernator al teritoriului Colorado. Aceștia erau convinși că toți indienii întâlniți trebuiau împușcați, iar implementarea acestei politici a declanșat în scurt timp un război general pe câmpiile din Colorado și Kansas.
Indienii din câmpie au desfășurat raiduri în gospodăriile izolate la est de Denver, în așezările din Kansas și asupra stațiilor de diligență⁠(d) situate atât de-a lungul râului South Platte, precum Julesburg, Colorado⁠(d), cât și de-a lungul râului Smoky Hill⁠(d). Din cauza acestor atacuri, coloniștii din regiune au adoptat o atitudine violentă față de amerindieni și au militat pentru exterminarea lor. Concomitent, faptele brutale comise de trupele de voluntari în Masacrul de la Sand Creek i-au motivat pe indieni să le plătească cu aceeași monedă.

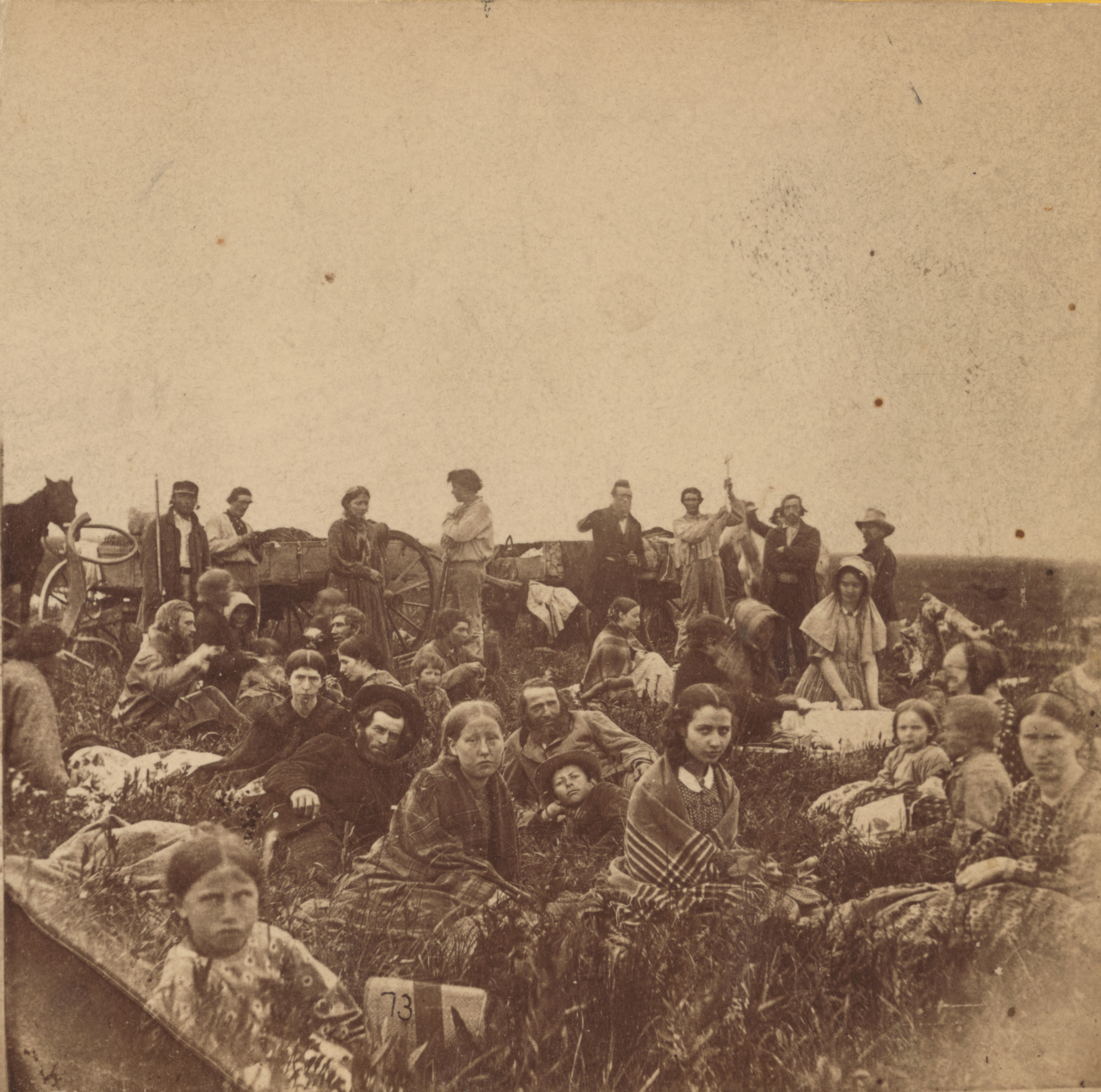
Coloniști alungați de Războiul Dakota din 1862.

#### Războiul Dakota
Războiul Dakota din 1862 - denumit Revolta Sioux din 1862 în textele populare - a reprezentat primul conflict militar major dintre Statele Unite și Sioux (Dakota). După șase săptămâni de bătălii în Minnesota, războinicii aflați sub comanda căpeteniei Taoyateduta⁠(d) (alias Little Crow) au ucis peste 500 de soldați și coloniști americani conform surselor. Numărul morților din tabăra indiană nu este cunoscut. După război, 303 războinici Sioux au fost acuzați de crimă și viol de către tribunalele militare americane, iar apoi au fost condamnați la moarte. Majoritatea pedepselor cu moartea au fost anulate de președintele Lincoln, dar pe 26 decembrie 1862, în Mankato, Minnesota⁠(d), 38 de bărbați Dakota Sioux au fost spânzurați în cea mai mare execuție în masă din istoria Statelor Unite.
După expulzarea membrilor Dakota, o parte din indieni au călătorit spre ținuturile Lakota (i.e. Dakota de Nord). Bătăliile au continuat între regimentele din Minnesota și războinicii popoarelor dakota și lakota până în 1864, când colonelul Henry Sibley⁠(d) i-a urmărit pe sioux în teritoriul Dakota. Armata lui Sibley i-a învins pe aceștia trei bătălii majore în 1863: Bătălia de la Dead Buffalo Lake⁠(d) pe 26 iulie 1863, Bătălia de la Stony Lake⁠(d) pe 28 iulie 1863 și Bătălia de la Whitestone Hill⁠(d) pe 3 septembrie 1863. Triburile sioux s-au retras mai departe în teritoriu, dar au intrat din nou în conflict cu armata americană în 1864; de data aceasta, generalul Alfred Sully⁠(d) i-a înfrânt într-o bătălie decisivă la Killdeer Mountain⁠(d) pe 28 iulie 1864.